# 1595년
1595년은 일요일로 시작하는 평년이다.

## 연호
- 명(明) 만력(萬曆) 23년
- 일본(日本) 분로쿠(文禄) 4년
- 후 레 왕조(後黎朝) 꽝흥(光興) 18년
- 막 왕조(莫朝) 끼엔통(乾統) 3년

## 기년
- 류큐(琉球) 쇼네이왕(尚寧王) 7년
- 명(明) 신종 만력제(神宗 萬曆帝) 23년
- 조선(朝鮮) 선조(宣祖) 28년
- 후 레 왕조(後黎朝) 세종(世宗) 23년

## 문화
- (1594~1595년으로 추정) 윌리엄 셰익스피어가 한여름밤의 꿈을 저술했다.

## 탄생
- 12월 7일 - 조선 16대 국왕 인조.
- 12월 24일 - 조선 중기의 서예가 권대임.

## 사망
- 3월 17일 - 일본 센고쿠 시대 무장 가모 우지사토